# Armando Husillos
Armando Mario Husillos (Morón, 5 de febrer de 1959) és un exfutbolista i entrenador de futbol argentí, que ocupava la posició de davanter.
Va iniciar la seua carrera professional el 1977 amb Boca Juniors, amb qui guanya la Copa Libertadores de 1978. També va militar al Loma Negra, San Lorenzo i Estudiantes de La Plata al seu país. Va ser el màxim anotador del campionat Nacional de 1983.
La segona part de la seua carrera la va desenvolupar a la competició espanyola, on va jugar en diversos conjunts de Primera, Segona i Segona Divisió B, com ara Cadis CF, Reial Múrcia CF, CD Tenerife, Màlaga CF i Cartagena FC.

## Com a entrenador
Va ser l'entrenador del Club Almagro, qui va portar a la promoció de Primera Argentina. Posteriorment, va estar al capdavant del Reial Múrcia CF. Entre 2006 i 2007 va dirigir al filial del Màlaga CF.